# Copa Sul-Americana de Marcha Atlética de 2002
A 14º Copa Sul-Americana de Marcha Atlética de 2002 foi realizado na cidade de Saavedra, no Chile, entre 14 e 15 de setembro de 2002. Participaram do evento 83 atletas de nove nacionalidades membros da CONSUDATLE. 

## Medalhistas
Ao todo foram disputadas sete categorias. 
| Evento                 | Ouro                        | Ouro                    | Prata                     | Prata                   | Bronze                  | Bronze                  |                         |
| ---------------------- | --------------------------- | ----------------------- | ------------------------- | ----------------------- | ----------------------- | ----------------------- | ----------------------- |
| Maculino               |                             |                         |                           |                         |                         |                         |                         |
| 20 km sênior           | Sérgio Vieira Galdino (BRA) | 1:24:23                 | Cristian Muñoz (CHI)      | 1:24:26                 | Fausto Quinde (ECU)     | 1:25:07                 |                         |
| 35 km sênior           | Edwin Centeno (PER)         | 2:48:13                 | Luis Figueroa (CHI)       | 2:53:25                 | Rolando Saquipay (ECU)  | 2:55:51                 |                         |
| 10 km júnior (Sub-20)  | Rafael Duarte (BRA)         | 42:31                   | Osvaldo Ortega (ECU)      | 44:47                   | Edwin Malacatus (ECU)   | 44:53                   |                         |
| 10 km juvenil (Sub-18) | Carlos Borgoño (CHI)        | 46:32                   | Eben Ezer Churqui (BOL)   | 46:35                   | Osvaldo Ortega (ECU)    | 46:37                   |                         |
| Equipe masculino       |                             |                         |                           |                         |                         |                         |                         |
| 20 km sênior           | Equador                     | 18 pts                  | Chile                     | 19 pts                  |                         |                         |                         |
| 35 km sênior           | Nenhuma equipe terminou     | Nenhuma equipe terminou | Nenhuma equipe terminou   | Nenhuma equipe terminou | Nenhuma equipe terminou | Nenhuma equipe terminou | Nenhuma equipe terminou |
| 10 km júnior (Sub-20)  | Nenhuma equipe terminou     | Nenhuma equipe terminou | Nenhuma equipe terminou   | Nenhuma equipe terminou | Nenhuma equipe terminou | Nenhuma equipe terminou | Nenhuma equipe terminou |
| 10 km juvenil (Sub-18) | Chile                       | 15 pts                  | Argentina                 | 36 pts                  |                         |                         |                         |
| Feminino               |                             |                         |                           |                         |                         |                         |                         |
| 20 km sênior           | Geovanna Irusta (BOL)       | 1:41:21                 | Gianetti Bonfim (BRA)     | 1:42:23                 | Morelba Useche (VEN)    | 1:43:23                 |                         |
| 10 km júnior (Sub-20)  | Alessandra Picagevicz (BRA) | 49:54                   | Cisiane Dutra Lopes (BRA) | 50:11                   | Johana Malla (ECU)      | 52:34                   |                         |
| 5 km juvenil (Sub-18)  | Johana Malla (ECU)          | 25:14                   | Luz Villamarín (COL)      | 25:20                   | Johana Ordóñez (ECU)    | 25:21                   |                         |
| Feminino equipe        |                             |                         |                           |                         |                         |                         |                         |
| 20 km sênior           | Brasil                      | 12 pts                  |                           |                         |                         |                         |                         |
| 10 km júnior (Sub-20)  | Brasil                      | 7 pts                   | Equador                   | 16 pts                  | Chile                   | 28 pts                  |                         |
| 5 km juvenil (Sub-18)  | Equador                     | 9 pts                   | Chile                     | 24 pts                  |                         |                         |                         |

## Resultados
A categoria sênior masculino contou com duas provas. Uma de 20 km e outra de 35 km. 

### Masculino sênior 20 km
Individual
| Posição           | Atleta                     | Tempo   |
| ----------------- | -------------------------- | ------- |
| Medalha de ouro   | Sérgio Vieira Galdino BRA  | 1:24:23 |
| Medalha de prata  | Cristian Muñoz CHI         | 1:24:26 |
| Medalha de bronze | Fausto Quinde ECU          | 1:25:07 |
| 4                 | Fredy Hernández COL        | 1:25:49 |
| 5                 | Xavier Moreno ECU          | 1:28:53 |
| 6                 | Hugo Aros CHI              | 1:30:28 |
| 7                 | Edwin Centeno PER          | 1:31:01 |
| 8                 | Ronald Huayta BOL          | 1:31:53 |
| 9                 | Mário dos Santos BRA       | 1:32:13 |
| 10                | Andrés Chocho ECU          | 1:33:29 |
| 11                | Jerzon Villagra CHI        | 1:38:12 |
| —                 | José Alessandro Baggio BRA | DSQ     |
| —                 | Patricio Montero CHI       | DSQ     |
| —                 | Jefferson Pérez ECU        | DNF     |

Equipe
| Posição          | Nacionalidade | Pontos |
| ---------------- | ------------- | ------ |
| Medalha de ouro  | Equador       | 18 pts |
| Medalha de prata | Chile         | 19 pts |

### Masculino sênior 35 km
Individual
| Posição           | Atleta                            | Tempo   |
| ----------------- | --------------------------------- | ------- |
| Medalha de ouro   | Edwin Centeno PER                 | 2:48:13 |
| Medalha de prata  | Luis Figueroa CHI                 | 2:53:25 |
| Medalha de bronze | Rolando Saquipay ECU              | 2:55:51 |
| 4                 | Luis Villagra CHI                 | 2:58:36 |
| —                 | Cláudio Richardson dos Santos BRA | DSQ     |
| —                 | Hugo Aros CHI                     | DSQ     |
| —                 | Carlos Antonio Velozo CHI         | DSQ     |
| —                 | Fredy Hernández COL               | DNF     |

### Masculino júnior (Sub-20) 10 km
Individual
| Posição           | Atleta                    | Tempo |
| ----------------- | ------------------------- | ----- |
| Medalha de ouro   | Rafael Duarte BRA         | 42:31 |
| Medalha de prata  | Oswaldo Ortega ECU        | 44:47 |
| Medalha de bronze | Edwin Malacatus ECU       | 44:53 |
| 4                 | Elias Reynaga BOL         | 45:04 |
| 5                 | Alex Jara CHI             | 46:51 |
| 6                 | Luciano Muñoz CHI         | 50:52 |
| 7                 | Alejandro Vianello ARG    | 57:22 |
| —                 | Cristián Bascuñán CHI     | DSQ   |
| —                 | Fabio Benito González ARG | DSQ   |
| —                 | David Guevara ECU         | DSQ   |
| —                 | Vanderlei dos Santos BRA  | DSQ   |
| —                 | Diogo Gamboa BRA          | DSQ   |
| —                 | German Rivillas COL       | DNF   |

### Masculino juvenil (Sub-18) 10 km
Individual
| Posição           | Atleta                 | Tempo   |
| ----------------- | ---------------------- | ------- |
| Medalha de ouro   | Carlos Borgoño CHI     | 46:32   |
| Medalha de prata  | Eben Ezer Churqui BOL  | 46:35   |
| Medalha de bronze | Oswaldo Ortega ECU     | 46:37   |
| 4                 | Calisto Sevegnani BRA  | 46:37   |
| 5                 | Elias Reynaga BOL      | 47:47   |
| 6                 | Yerko Araya CHI        | 49:44   |
| 7                 | James Rendón COL       | 50:05   |
| 8                 | Edward Araya CHI       | 50:58   |
| 9                 | Fernando Matus CHI     | 51:59   |
| 10                | Robinson Vivar ECU     | 52:20   |
| 11                | Luis Saavedra ARG      | 58:12   |
| 12                | Carlos Arriola ARG     | 59:50   |
| 13                | Nataniel Florit ARG    | 1:04:27 |
| —                 | Miguel Quisnancela ECU | DSQ     |

Equipe
| Posição          | Nacionalidade | Pontos |
| ---------------- | ------------- | ------ |
| Medalha de ouro  | Chile         | 15 pts |
| Medalha de prata | Argentina     | 36 pts |

### Feminino sênior 20 km
Individual
| Posição           | Atleta                    | Tempo   |
| ----------------- | ------------------------- | ------- |
| Medalha de ouro   | Alessandra Picagevicz BRA | 49:54   |
| Medalha de prata  | Cisiane Dutra Lopes BRA   | 50:11   |
| Medalha de bronze | Johana Malla ECU          | 52:34   |
| 4                 | Erica de Sena BRA         | 52:44   |
| 5                 | Johana Ordóñez ECU        | 52:45   |
| 6                 | Gina Meneses COL          | 53:53   |
| 7                 | Josette Sepúlveda CHI     | 54:05   |
| 8                 | Adriana Jara ECU          | 56:20   |
| 9                 | Carla Litardo ECU         | 56:20   |
| 10                | Marisol Cea CHI           | 57:24   |
| 11                | Claudia Troncoso CHI      | 59:49   |
| 12                | Paola Medina ARG          | 1:09:13 |
| —                 | Lizbeth Zúñiga PER        | DSQ     |

Equipe
| Posição           | Nacionalidade | Pontos |
| ----------------- | ------------- | ------ |
| Medalha de ouro   | Brasil        | 7 pts  |
| Medalha de prata  | Equador       | 16 pts |
| Medalha de bronze | Chile         | 28 pts |

### Feminino júnior (Sub-20) 10 km
Individual
| Posição           | Atleta                    | Tempo   |
| ----------------- | ------------------------- | ------- |
| Medalha de ouro   | Alessandra Picagevicz BRA | 49:54   |
| Medalha de prata  | Cisiane Dutra Lopes BRA   | 50:11   |
| Medalha de bronze | Johana Malla ECU          | 52:34   |
| 4                 | Erica de Sena BRA         | 52:44   |
| 5                 | Johana Ordóñez ECU        | 52:45   |
| 6                 | Gina Meneses COL          | 53:53   |
| 7                 | Josette Sepúlveda CHI     | 54:05   |
| 8                 | Adriana Jara ECU          | 56:20   |
| 9                 | Carla Litardo ECU         | 56:20   |
| 10                | Marisol Cea CHI           | 57:24   |
| 11                | Claudia Troncoso CHI      | 59:49   |
| 12                | Paola Medina ARG          | 1:09:13 |
| —                 | Lizbeth Zúñiga PER        | DSQ     |

Equipe
| Posição           | Nacionalidade | Pontos |
| ----------------- | ------------- | ------ |
| Medalha de ouro   | Brasil        | 7 pts  |
| Medalha de prata  | Equador       | 16 pts |
| Medalha de bronze | Chile         | 28 pts |

### Feminino juvenil (Sub-18) 5 km
Individual
| Posição           | Atleta                | Tempo |
| ----------------- | --------------------- | ----- |
| Medalha de ouro   | Johana Malla ECU      | 25:14 |
| Medalha de prata  | Luz Villamarín COL    | 25:20 |
| Medalha de bronze | Johana Ordóñez ECU    | 25:21 |
| 4                 | Erica de Sena BRA     | 26:35 |
| 5                 | Adriana Jara ECU      | 27:01 |
| 6                 | Carla Litardo ECU     | 27:24 |
| 7                 | Marcela Iturra CHI    | 27:52 |
| 8                 | Anita Rico CHI        | 28:14 |
| 9                 | Anita Jara CHI        | 29:45 |
| 10                | Vanessa Contreras CHI | 30:06 |
| 11                | Dennis Oyarzún CHI    | 30:10 |
| 12                | Lucy Lezcano PAR      | 33:06 |
| 13                | Ana Alfonso ARG       | 33:09 |
| —                 | Elizabeth Bravo ECU   | DSQ   |

Equipe
| Posição          | Nacionalidade | Pontos |
| ---------------- | ------------- | ------ |
| Medalha de ouro  | Equador       | 9 pts  |
| Medalha de prata | Chile         | 24 pts |

## Participantes
A participação de 83 atletas de 9 países é relatada. 
| - Argentina (8) - Bolívia (5) - Brasil (16) | - Chile (24) - Colômbia (6) - Equador (19) | - Paraguai (1) - Peru (3) - Venezuela (1) |